# کریس اچ گرین
کریس اچ گرین (انگلیسی: Chris H. Greene؛ زادهٔ ۱ اوت ۱۹۵۴) فیزیک‌دان اهل ایالات متحده آمریکا است.